# アナスタシア・クズミナ
アナスタシア・クズミナ（スロバキア名: アナスタスィヤ・クズミナ、スロバキア語: Anastasiya Kuzmina、ロシア名: アナスタシア・ウラディミロヴナ・クズミナ、ロシア語: Анастасия Владимировна Кузьмина、旧姓: シプリナ、ロシア語: Шипулина、1984年8月28日 - ）は、スロバキアのバイアスロン選手。2010年バンクーバーオリンピック、2014年ソチオリンピックの金メダリスト。

## 略歴
スポーツインストラクターで、バンスカー・ビストリツァ市シュティアヴニチュカ街区のスポーツクラブ「軍有スポーツセンター・デュクラ・バンスカー・ビストリツァ」（Vojenské športové centrum Dukla Banská Bystrica）に所属。コーチは女子バイアスロンスロバキア代表チーム監督のミラン・ガシュペルチーク（Milan Gašperčík）と、夫でクロスカントリースキー競技イスラエル代表選手のダニエル・クズミン（Daniel Kuzmin）。弟のアントン・シプリン（Антон Владимирович Шипулин）はロシア代表のバイアスロン選手で、2010年バンクーバーオリンピックでは姉弟がそろって出場した。

### ロシア時代
シベリア西部のソビエト連邦（現ロシア連邦）チュメニ州チュメニ市出身。8歳の時からスキーを始め、1999年からバイアスロン競技を本格時に始めた。ロシア内務省チュメニ法律研究所（Тюменский юридический институт）高等教育課程修了後、地元で警察官として勤務するかたわら、地元スポーツクラブ「ディナモ・チュメニ」に所属し、競技活動を続けた。
ユース（18歳以下）、ジュニア（19-20歳）時代は世界大会、ヨーロッパ選手権で活躍した。2002年に出場したジュニア・ユース世界選手権リダンナ大会（イタリア）ではユース女子7.5kmリレーで初めて銀メダルを獲得。2003年コシツェリスコ大会（ポーランド）ではユースリレーで金、ユース10km個人とユース7.5kmパシュートで銀メダルを獲得した。2004年オート・モーリエンヌ大会（フランス）ではジュニアリレーで銀、2005年コンティオラフティ大会（フィンランド）ではジュニアリレーで金、7.5kmスプリントで銅メダルを獲得した。
また2004年からヨーロッパ選手権にも出場し、同年のミンスク大会（ロシア）のジュニアリレーで金、ジュニア女子10kmパシュートで銀を、翌2005年ノヴォシビルスク大会（同）ではジュニア10kmパシュートで金、ジュニア7.5kmスプリントで銀メダルをそれぞれ獲得した。
ヨーロッパカップへの初出場は2005-2006年シーズン第1戦（オーストリア・オーバーティリアッハ）で、15km個人7位に終わったが、続く第2戦（同）では7.5kmスプリントで優勝した。このシーズンにはワールドカップにも挑んだものの、第4戦（ドイツ・オーバーホフ）でスプリント63位、第5戦（ドイツ・ルーポルディング）ではパシュート37位に終わった。翌2006-2007年シーズンのワールドカップ第1戦（スウェーデン・エステルスンド）では15km個人で自身最高の13位につけるが、オーストリア・ホッホフィルゼンで開かれた第2戦を最後に出場をやめた。

### スロバキアへの移籍
ヨーロッパカップ出場のため訪れたオーストリアで、バンスカー・ビストリツァ市を活動拠点とするダニエル・クズミンと知り合い、2007年に結婚。まもなく1児をもうけた。ところがロシアバイアスロン連盟が出産後3か月のクズミナに対し、育児をやめ競技活動を再開するよう求めた上、冬の競技シーズン中は、夫がバンスカー・ビストリツァ市で一人暮らしを余儀なくされることから、同市内のアパートを購入し、一家でロシアを離れスロバキアに移住した。そして2008年初めにスロバキアバイアスロン協会への移籍を発表し、同年12月にスロバキア国籍を取得した。
スロバキア代表となって初の国際大会となった2009年2月のバイアスロン世界選手権平昌郡大会（韓国）では、12.5kmマススタートで銀メダルを獲得。さらに1週間後に開かれたバイアスロンオープンヨーロッパ選手権U26ウファ大会（ロシア）では7.5kmスプリントと10kmパシュートの2種目を制覇し、大復活を遂げた。同年暮れに手の骨を折る大けがを負ったがリハビリに努め、2010年バンクーバーオリンピックの7.5kmスプリントで金メダル、10kmパシュートで銀メダルを獲得した。1993年の連邦制解消後のスロバキアにおいて冬季オリンピック初の金メダリストとなった。